# Moment magnètic spin
En física, principalment mecànica quàntica i física de partícules, un moment magnètic spin és el moment magnètic causat pel spin de partícules elementals. Per exemple, l'electró és un fermió de spin-1/2 elemental. L'electrodinàmica quàntica proporciona la predicció més precisa del moment magnètic anòmal de l'electró.
En general, un moment magnètic es pot definir en termes d'un corrent elèctric i l'àrea tancada pel bucle de corrent. Com que el moment angular correspon al moviment de rotació, el moment magnètic es pot relacionar amb el moment angular orbital dels portadors de càrrega en el corrent constitutiu. Tanmateix, en els materials magnètics, els dipols atòmics i moleculars tenen moments magnètics no només pel seu moment angular orbital quantificat, sinó també pel gir de les partícules elementals que els constitueixen.
El "gir" és una propietat no clàssica de les partícules elementals, ja que clàssicament el "moment angular de gir" d'un objecte material és realment només el moment angular orbital total dels components de l'objecte al voltant de l'eix de rotació. Les partícules elementals es conceben com a objectes puntuals sense cap eix al voltant del qual "girar" (vegeu la dualitat ona-partícula).

## Història
La idea d'un moment angular d'espín es va proposar per primera vegada en una publicació de 1925 de George Uhlenbeck i Samuel Goudsmit per explicar la divisió hiperfina dels espectres atòmics. El 1928, Paul Dirac va proporcionar una base teòrica rigorosa per al concepte de l'equació de Dirac per a la funció d'ona de l'electró.

## Spin en química
Els moments magnètics de rotació creen una base per a un dels principis més importants de la química, el principi d'exclusió de Pauli. Aquest principi, suggerit per primera vegada per Wolfgang Pauli, regeix la major part de la química moderna. La teoria juga altres papers que només les explicacions dels doblets dins de l'espectre electromagnètic. Aquest nombre quàntic addicional, l'espin, es va convertir en la base del model estàndard modern utilitzat avui, que inclou l'ús de les regles de Hund i una explicació de la decadència beta.

## Càlcul
Podem calcular el moment magnètic d'espín observable, un vector, μ S, per a una partícula subatòmica amb massa m, i el moment angular d'espín (també un vector), S , mitjançant:

| {\displaystyle {\vec {\mu }}_{\text{S}}\ =\ g\ {\frac {e}{2m}}\ {\vec {S}}=\gamma {\vec {S}}} | \| \| \| \| \| \| \| \| | (1) |
|                                                                                               |                         |     |
|                                                                                               |                         |     |
on {\displaystyle \gamma \equiv g{\frac {e}{2m}}} és la relació giromagnètica, e és la unitat de càrrega elemental, g és un nombre adimensional, anomenat factor g, i m és la massa. El factor g depèn de la partícula: és g = −2.0023 per a l'electró, g = 5.586 per al protó, i g = −3.826 per al neutró. El protó i el neutró estan formats per quarks, que tenen una càrrega diferent de zero i un spin de ħ⁄2, i això s'ha de tenir en compte a l'hora de calcular els seus factors g. Tot i que el neutró té una càrrega q = 0, els seus quarks li donen un moment magnètic.